# Burgstall Reifenberg
Der Burgstall Reifenberg ist eine abgegangene Spornburg auf dem 453,6 m ü. NN hohen Reifenberg über dem Ortsteil Reifenberg der Gemeinde Weilersbach im Landkreis Forchheim in Bayern.

## Geschichte
Bereits 1145 traten die Edelfreien von Reifenberg aus Ettling bei Ingolstadt, die auch unter dem Namen von Speinshart auftraten und als Gründer des Klosters Speinshart gelten, auf. 1160 bestätigte Kaiser Friedrich I. dem Bischof Eberhard II. von Bamberg den Besitz der Burg Reifenberg und 1185 bestätigte Papst Lucius III. den Besitz dem Hochstift Bamberg.  
Im Hussitenkrieg wurde die Burg 1430 beschädigt und bis 1446 teilweise wieder aufgebaut. 1460 wurde erstmals mit der Burg eine Kapelle (St. Niklas) genannt. 1525, zur Zeit des Bauernkrieges, war die Burg vermutlich schon verfallen. 1607 bis 1613 wurde die Kirche St. Nikolaus (Vexierkapelle) wieder aufgebaut und erhielt 1788 einen barocken Turm und damit ihr heutiges Aussehen.